# San Marcos, Guatemala
San Marcos är en departementshuvudort i Guatemala.   Den ligger i kommunen Municipio de San Marcos och departementet Departamento de San Marcos, i den västra delen av landet, 140 km väster om huvudstaden Guatemala City. San Marcos ligger 2 380 meter över havet och antalet invånare är 25 088.
Terrängen runt San Marcos är bergig åt sydväst, men åt nordost är den kuperad. Terrängen runt San Marcos sluttar söderut. Runt San Marcos är det tätbefolkat, med 550 invånare per kvadratkilometer. Närmaste större samhälle är San Pedro Sacatepéquez, 3,0 km öster om San Marcos. Omgivningarna runt San Marcos är en mosaik av jordbruksmark och naturlig växtlighet.